# Deutsche Christentumsgesellschaft
Die Deutsche Christentumsgesellschaft wurde am 30. August 1780 von Johann August Urlsperger als Deutsche Gesellschaft zur Beförderung reiner Lehre und wahrer Gottseligkeit in Basel gegründet. Die von Hieronymus Annoni gegründete Gesellschaft von guten Freunden bildete bald das Zentrum der Mitglieder. Im Einflussgebiet des Halleschen Pietismus entstanden in den folgenden Jahren zahlreiche Teilgesellschaften in Deutschland und der Schweiz. Es gelang J. A. Urlsperger allerdings nicht, sein ursprüngliches Ziel einer lehrhaft-apologetischen Verteidigung der christlichen Wahrheit gegenüber dem Deismus und Rationalismus durchzusetzen. Die Deutsche Christentumsgesellschaft wurde zu einem Sammelbecken bibelgläubiger Kreise, der späteren Keimzellen der Erweckungsbewegung.

## Geschichte
Die Christentumsgesellschaft entstand nach 1779 als lose Vereinigung von Protestanten, die die Aufklärungstheologie bekämpfen wollten. In Basel wurde 1780 ein Ausschuss gebildet, der ein Netzwerk und eine Gemeinschaft unter Pietisten im deutschsprachigen Raum aufbauen wollte. Die Mitglieder wurden beauftragt, Monatsberichte der Teilgesellschaften entgegenzunehmen, Wesentliches aus diesen Briefen zu Protokollen oder Gesellschaftsberichten zusammenzustellen, zu versenden und geeignete Teile in einer Zeitschrift zu publizieren. Ab 1785 wurde der Name Deutsche Gesellschaft thätiger Beförderer reiner Lehre und wahrer Gottseligkeit nicht mehr verwendet, und der Begriff Deutsche Christentumsgesellschaft setzte sich durch. Im Jahr 1786 entstand die Monatsschrift Sammlungen für Liebhaber christlicher Wahrheit und Gottseligkeit.
1808 wurde Christian Friedrich Spittler (1782–1867) zum ersten vollzeitlich leitenden Sekretär der Gesellschaft auf Lebenszeit bestimmt. Wichtige Mitglieder waren Johann Caspar Lavater, Johann Heinrich Jung-Stilling, Johann Friedrich Oberlin, der Prälat Magnus Friedrich Roos, Stiftsprediger Karl Heinrich Rieger und der Prediger Martin Stephan.
Mit der Hinwendung zu evangelikalen Kreisen des Westens und zu deren Missionsaktivität entstanden unter dem Einfluss von Carl Friedrich Adolf Steinkopf und auch Christian Friedrich Spittler in Deutschland Bibel- und Missionszweiganstalten, aus denen 1815 die Basler Missionsgesellschaft und 1840 die Pilgermission St. Chrischona hervorgingen.
Als soziale Werke entstanden durch die Deutsche Christentumsgesellschaft die Armen-Schullehrer-Anstalt in Beuggen, 1820 die Diakonischen Anstalten Beuggen (seit 1983 Evangelische Tagungsstätte Schloss Beuggen), 1830 die Taubstummenanstalt in Beuggen und 1839 in Riehen (heute Gehörlosen- und Sprachheilschule Riehen), das Basler Kinderspital und 1853 das Diakonissenhaus Riehen.
Durch die Deutsche Christentumsgesellschaft wurde an der Universität Basel ein Lehrstuhl für Theologie gestiftet, dessen erster Inhaber Johann Tobias Beck war.
Seit der zweiten Hälfte des 19. Jahrhunderts verlor die Deutsche Christentumsgesellschaft allerdings an Bedeutung. Bis 1937 war die Basler Christentumsgesellschaft noch eine lose Gemeinschaft, sie wurde 1937 in eine staatlich anerkannte Stiftung umgewandelt mit dem Namen Stiftung Deutsche Christentumsgesellschaft. Bis zur Auflösung der Stiftung  wurde das Stiftungskapital weiterhin für diakonische und soziale Aufgaben verwendet. In den letzten Jahrzehnten hatte die Stiftung Hinterbliebene verstorbener Pfarrer in Tschechien unterstützt. Am 11. Dezember 2002 wurde durch den Stiftungsrat die Auflösung der Stiftung beschlossen. Das verbliebene Stiftungskapital wurde dem Synodalrat der Evangelischen Kirche der Böhmischen Brüder in Tschechien übergeben, der die Unterstützung der Pfarrwitwen und -waisen weiterführt.